# 第104师团
第104师团（Dai-hyakuyon Shidan）是日本帝国陆军的一个步兵师团。代号为凤兵团（Ootori Heidan） 。该师团于1938年6月16日在大阪组建，组建时为乙级师团。师团的核心是第四师团司令部。该师原隶属于华北方面军。
最初，第104师团被派往哈桑湖与苏联对抗，但战斗于1938年8月11日结束。因此，第104师于1938年9月19日改编进入第21集团军，并于1938年10月4日离开大连。该师团于1938年10月12日抵达大亚湾，参与进攻广州的行动。其第137步兵团随后登陆并进入内陆以孤立香港。随后，第104师团在从化区建立司令部。1940年2月9日，第21军解散，第104师调至华南方面军。
1941年1月第104师团调入第23军。 其170步兵团被改变为第21独立混成旅，最终被派去参加对法属印度支那的入侵。 
在广州长期驻守后，第104师团参加了豫湘桂会战，于1944年9月攻克肇庆，于1944年11月4日和6日分别攻克武宣县和象州县。 1945年1月15日攻占惠州，18日攻占海丰县。直到1945年8月15日日本投降，第104师团已经沿着大亚湾——海丰县——陆丰——惠州线修建了一系列的沿海工事。
战争结束后，该师于1946年3月28日至4月2日从虎门镇港口出发，并于1946年4月6日至19日抵达神奈川县浦贺市。第104师团最终于1946年5月23日解散。